# 紫参
紫参（学名：Rubia yunnanensis），为茜草科茜草属下的一个植物种。种加词 yunnanensis 意为“云南的”。

## 延伸阅读
[在维基数据编辑]
 《欽定古今圖書集成·博物彙編·草木典·紫參部》，出自陈梦雷《古今圖書集成》